# Nick Robinson-Baker
Nicholas Robinson-Baker (Farnborough, Hampshire, Anglia, 1987. június 24. –) brit műugró.

## Élete
A 2008-as nyári olimpiai játékokon a 7. helyen végzett a férfi 3 méteres szinkronugrás számában. Négy évvel később, a 2012-es londoni olimpián, Chris Mears-szel párban az 5. helyen zárt.
A 2014-es nemzetközösségi játékokon – Anglia színeiben, Freddie Woodwarddal alkotva párost – csak a férfi 3 méteres szinkronugrás versenyében mérettette meg magát, ahol bronzérmet szerzett.

## Eredmények
| Sportesemény                             | Versenyszámok | Versenyszámok | Versenyszámok | Versenyszámok | Versenyszámok |
| Sportesemény                             | 1 m           | 3 m           | 3 m szinkron  | 10 m torony   | 10 m szinkron |
| ---------------------------------------- | ------------- | ------------- | ------------- | ------------- | ------------- |
| 2007-es sheffieldi műugró világsorozat   | –             | –             |               | –             | –             |
|                                          |               |               |               |               |               |
| 2008-as tijuanai műugró világsorozat     | –             | –             | 5.            | –             | –             |
| 2008-as sheffieldi műugró világsorozat   | –             | –             |               | –             | –             |
| 2008-as nancsingi műugró világsorozat    | –             | –             |               | –             | –             |
| 2008-as brit bajnokság                   | –             |               |               | –             | –             |
| 2008-as világkupa                        | –             | –             | 4.            | –             | –             |
| 2008-as úszó-Eb                          | –             | –             | 7.            | –             | –             |
| 2008-as nyári olimpia                    | –             | –             | 7.            | –             | –             |
|                                          |               |               |               |               |               |
| 2009-es mexikóvárosi műugró világsorozat | –             | –             |               | –             | –             |
| 2009-es sheffieldi műugró világsorozat   | –             | –             |               | –             | –             |
| 2009-es dohai műugró világsorozat        | –             | –             |               | –             | –             |
| 2009-es úszó-vb                          | –             | –             | 7.            | –             | –             |
| 2009-es brit bajnokság                   | –             | –             |               | –             | –             |
|                                          |               |               |               |               |               |
| 2010-es brit bajnokság                   |               | –             |               | –             | –             |
| 2010-es műugró-Eb                        | 12.           | –             | 5.            | –             | –             |
| 2010-es moszkvai Gran Prix               | –             | 8.            | –             | –             | –             |
|                                          |               |               |               |               |               |
| 2011-es penzai Grand Prix                | –             | –             |               | –             | –             |
| 2011-es Fort Lauderdale-i Gran Prix      | –             | –             | 4.            | –             | –             |
| 2011-es úszó-vb                          | –             | –             | 7.            | –             | –             |
|                                          |               |               |               |               |               |
| 2012-es műugró-világkupa                 | –             | –             | 10.           | –             | –             |
| 2012-es úszó-Eb                          | –             | –             | 5.            | –             | –             |
| 2012-es nyári olimpia                    | –             | –             | 5.            | –             | –             |
|                                          |               |               |               |               |               |
| 2014-es San Juan-i Gran Prix             | –             | –             | 4.            | –             | –             |
| 2014-es nemzetközösségi játékok          | –             | –             |               | –             | –             |